# USS Vincennes (CA-44)
Lo USS Vincennes (hull classification symbol CA-44) fu un incrociatore pesante della United States Navy, entrato in servizio nel febbraio 1937 come settima e ultima unità della classe New Orleans.
Dopo l'inizio della seconda guerra mondiale nel settembre 1939, il Vincennes fu impegnato negli eventi della cosiddetta "Neutrality Patrol", pattugliando le acque dell'Oceano Atlantico per garantire il rispetto della neutralità degli Stati Uniti d'America da parte delle potenze belligeranti; dopo che anche gli Stati Uniti furono coinvolti nel conflitto nel dicembre 1941, l'incrociatore si trasferì nel teatro dell'Oceano Pacifico per partecipare alle operazioni belliche contro l'Impero giapponese. Il Vincennes servì principalmente come unità di scorta nei gruppi di portaerei statunitensi, prendendo parte in questa veste all'incursione aerea su Tokyo dell'aprile 1942 e alla battaglia delle Midway nel giugno seguente.
Nell'agosto 1942 il Vincennes prese parte alle fasi iniziali della campagna di Guadalcanal, rimanendo coinvolto nella notte tra l'8 e il 9 agosto nella pesante sconfitta statunitense patita nella battaglia dell'isola di Savo con la flotta giapponese: raggiunto da numerosi colpi di artiglieria e siluri sparati dalle unità nipponiche, il Vincennes affondò a nord-ovest di Guadalcanal nelle prime ore del 9 agosto.

## Storia

### Entrata in servizio e periodo interbellico

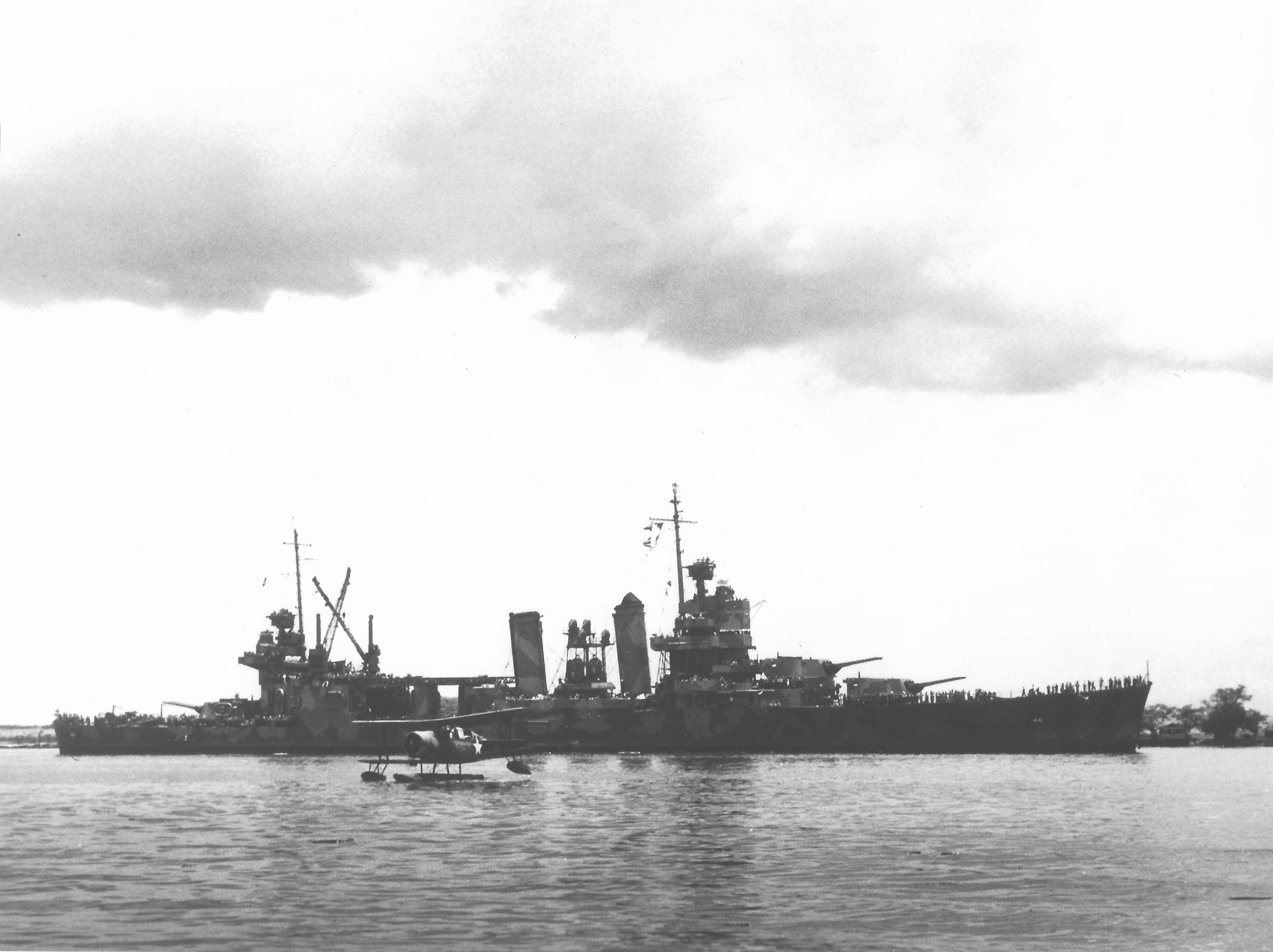
La nave fotografata in sosta a Pearl Harbor nel maggio 1942

La nave fu impostata il 2 gennaio 1934 nel cantiere navale Fore River Shipyard di Quincy nello Stato del Massachusetts (di proprietà della Bethlehem Shipbuilding Corporation) per poi essere varata il 21 maggio 1936 con il nome di Vincennes in onore dell'omonima città dell'Indiana; madrina del varo fu Harriet Virginia Kimmell, figlia dell'allora sindaco della città di Vincennes. La nave entrò quindi in servizio il 24 febbraio 1937, e il 19 aprile seguente salpò da Boston per la sua prima crociera: dopo aver valicato l'Oceano Atlantico, l'incrociatore toccò i porti di Stoccolma, Helsinki, Le Havre e Portsmouth, per poi fare rientro negli Stati Uniti.
All'inizio del gennaio 1938 il Vincennes fu assegnato in forza alla Cruiser Division 7 (CruDiv 7) della Scouting Force, operativa nell'Oceano Pacifico, trasferendosi quindi via canale di Panama nella sua nuova base di San Diego; da qui l'incrociatore partecipò a varie manovre addestrative nelle acque delle Hawaii. Dopo lavori di manutenzione eseguiti al Mare Island Naval Shipyard di Vallejo in California fino all'aprile 1939, nel giugno seguente il Vincennes tornò sulla costa est degli Stati Uniti: di base a Norfolk, a partire da settembre 1939, con l'inizio della seconda guerra mondiale in Europa, l'incrociatore operò nell'ambito della cosiddetta "Neutrality Patrol", un servizio di pattugliamento delle acque dell'Atlantico volto ad assicurare il rispetto della neutralità degli Stati Uniti nel conflitto. Dopo aver intrapreso vari pattugliamenti nella zona del Mare Caraibico, all'inizio di giugno 1940 il Vincennes visitò le Azzorre prima di dirigere su Casablanca nel Marocco francese, dove imbarcò un carico di oro diretto negli Stati Uniti.
Dopo lavori di manutenzione eseguiti a Norfolk all'inizio di gennaio 1941, l'incrociatore eseguì nuove missioni di pattugliamento e di addestramento nelle acque caraibiche, spingendosi anche nell'Atlantico meridionale e arrivando a toccare in febbraio i porti di Recife in Brasile e quindi di Città del Capo in Sudafrica dove fu imbarcato un nuovo quantitativo di oro, un pagamento da parte del governo del Regno Unito per le forniture di armi concesse al paese dagli Stati Uniti. Con l'aumentare dello stato di tensione militare tra Stati Uniti e Germania nazista il Vincennes fu impegnato in frequenti pattugliamenti delle acque del nord Atlantico, oltre a scortare nel novembre 1941 un convoglio di truppe britanniche dirette in Sudafrica; l'incrociatore era ancora in rotta per Città del Capo quando, il 7 dicembre, ricevette la notizia dell'attacco giapponese a Pearl Harbor e dell'ingresso degli Stati Uniti nel conflitto.

### La seconda guerra mondiale

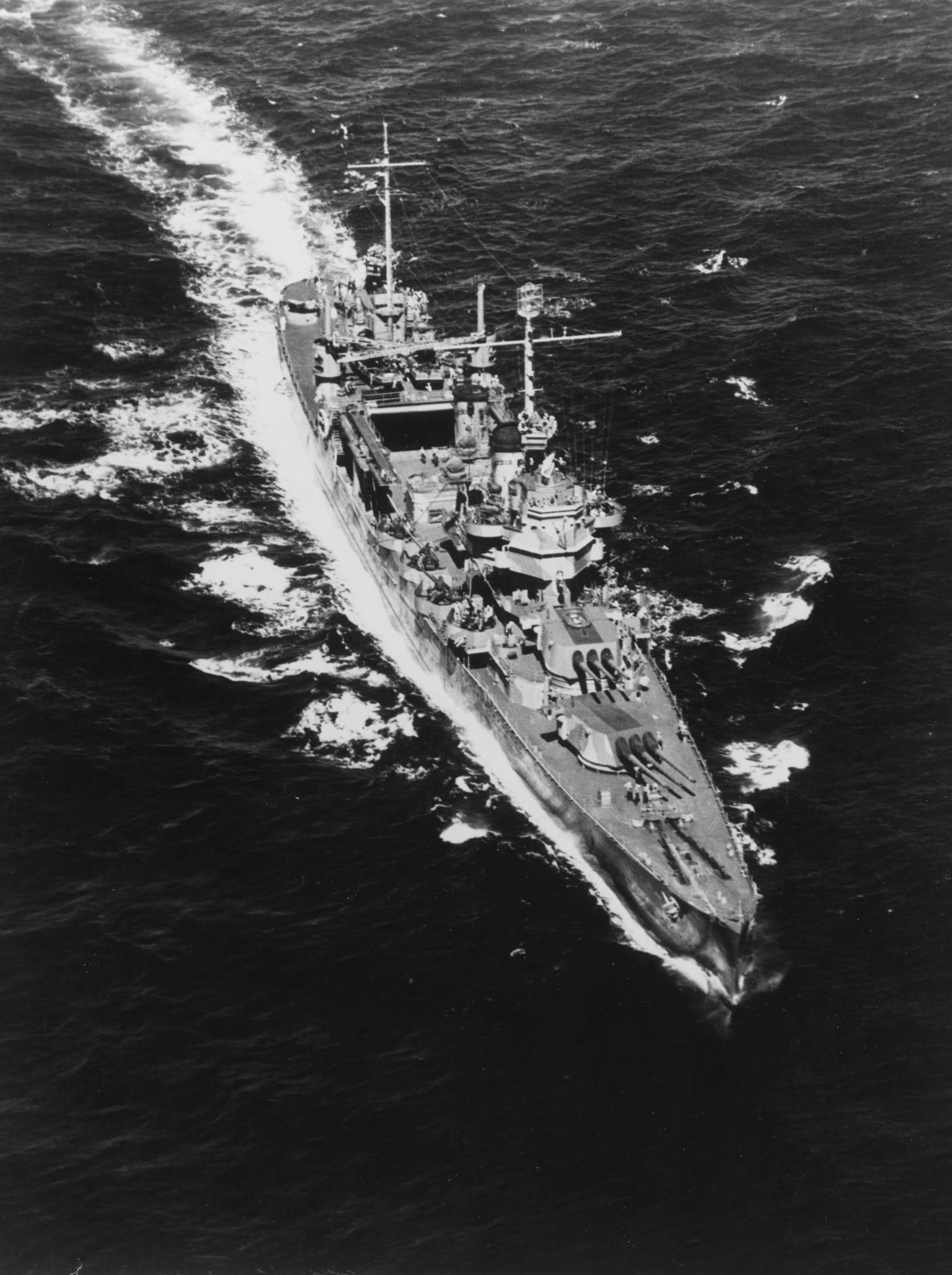
Il Vincennes in navigazione al largo delle Hawaii nel luglio 1942

Dopo aver completato la scorta del convoglio britannico in Sudafrica, il 4 gennaio 1942 il Vincennes rientrò a Norfolk per poi dirigere a New York per lavori di messa a punto. L'incrociatore lasciò New York il 4 marzo e, via canale di Panama, si trasferì a San Diego l'11 marzo per prendere parte agli scontri del teatro bellico del Pacifico contro i giapponesi.
Assegnato alla Task force 18 (TF 18) incentrata sulla portaerei USS Hornet, il 2 aprile 1942 il Vincennes salpò da San Francisco per prendere parte alla prima incursione aerea su Tokyo da parte delle portaerei statunitensi; il raid fu portato a termine il 18 aprile seguente, senza alcun danno per le navi statunitensi. Rientrato a Pearl Harbor il 25 aprile, il Vincennes ne ripartì cinque giorni più tardi sempre di scorta alla Hornet per dirigere verso il teatro operativo del Pacifico meridionale, anche se la formazione giunse troppo tardi per partecipare alla battaglia del Mar dei Coralli contro i giapponesi. La TF 18 rientrò quindi a Pearl Harbor il 26 maggio, ma salpò di nuovo il 29 maggio seguente dopo notizie circa un imminente grande attacco giapponese alla base statunitense nell'atollo di Midway; l'azione sfociò quindi, tra il 4 e il 6 giugno, nella decisiva battaglia delle Midway: il Vincennes fornì fuoco antiaereo di protezione alla task force statunitense, rivendicando l'abbattimento di un bombardiere giapponese.
Rientrato a Pearl Harbor per svolgere lavori di manutenzione e manovre di addestramento, il Vincennes fu assegnato alla flotta di invasione statunitense diretta ad attaccare le isole di Tulagi e Guadalcanal nell'arcipelago delle Isole Salomone, conducendo alla fine di luglio 1942 alcune esercitazioni di assalto anfibio nelle acque delle Figi. Parte delle forze di supporto all'assalto anfibio, la mattina del 7 agosto l'incrociatore protesse con i suoi grossi calibri lo sbarco dei marines statunitensi sulla costa nord di Guadalcanal, respingendo anche alcuni attacchi aerei giapponesi alle navi da trasporto e rivendicando l'abbattimento di due velivoli nemici.

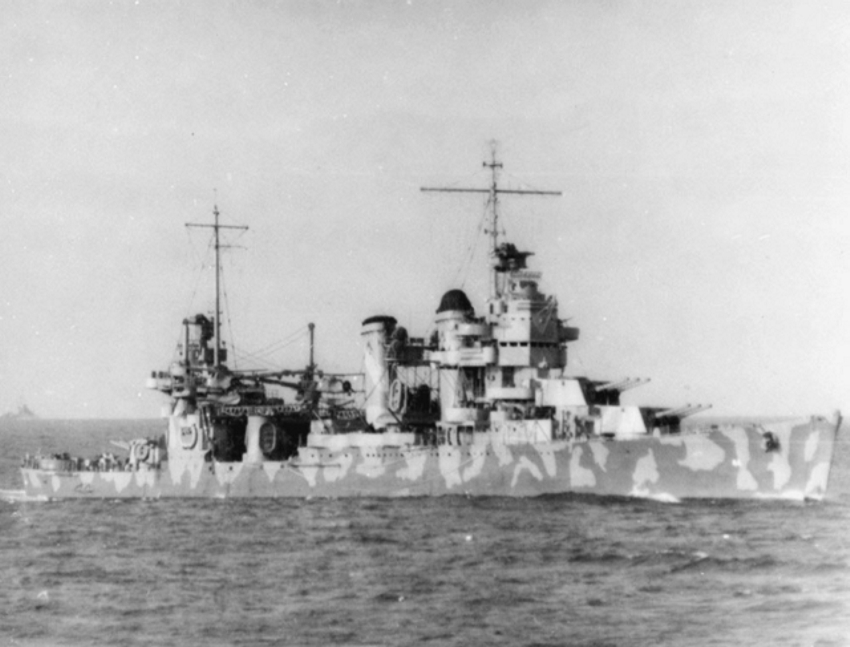
L'incrociatore in rotta per Guadalcanal nell'agosto 1942

Nella notte tra l'8 e il 9 agosto seguenti, una formazione di incrociatori giapponesi diresse all'attacco della flotta statunitense che stazionava a nord di Guadalcanal dando vita alla battaglia dell'isola di Savo. Il Vincennes stava pattugliando le acque a oriente dell'isola di Savo in squadra con gli incrociatori USS Astoria e USS Quincy quando finì con il ritrovarsi all'improvviso coinvolto in una violenta battaglia notturna: intorno alle 01:55 la formazione statunitense si ritrovò inaspettatamente bersagliata dai grossi calibri degli incrociatori giapponesi, con il Vincennes che venne centrato già alla prima salva perdendo subito l'antenna radio. L'incrociatore rispose al fuoco, centrando alla seconda salva l'incrociatore giapponese Kinugasa con una granata da 203 mm, ma altri colpi giapponesi appiccarono il fuoco all'hangar degli idrovolanti di bordo dell'unità statunitense, la quale si ritrovò a essere un bersaglio perfettamente illuminato nel buio della notte; una grandinata di colpi si abbatté sull'incrociatore, causando altri danni.
Intorno alle 02:00 il Vincennes ruppe la formazione e virò a dritta per tentare di sottrarsi al tiro nemico, ma fu in rapida successione centrato da due o tre siluri a lunga gittata Type 93 giapponesi lanciati dall'incrociatore Chokai: gli ordigni colpirono il Vincennes sul lato di sinistra, allagando un locale macchine e mettendolo fuori uso. Entro cinque minuti il Vincennes perse il controllo del timone e rimase immobile in acqua, venendo immediatamente raggiunto da altri colpi di grosso calibro e da un altro siluro lanciato dall'incrociatore giapponese Yubari; i giapponesi si ritirarono quindi verso le 02:10, lasciando il Vincennes ridotto a un relitto in preda agli incendi. Con l'aumentare dello sbandamento dello scafo, alle 02:30 il comandante dell'unità, capitano Frederick Lois Riefkohl, ordinò l'abbandono della nave: molti uomini dovettero saltare nell'acqua senza giubbotti o scialuppe di salvataggio. Lo scafo quindi sprofondò sott'acqua intorno alle 02:50 circa 2 miglia a est di Savo nella posizione 9°07′S 159°52′E.